# خوليو بيريز
خوليو بيريز (بالإسبانية: Julio Pérez)‏ (مواليد 19 يونيو 1926) هو لاعب كرة قدم. يلعب مع منتخب الأوروغواي لكرة القدم. سبق له أن لعب في كأس العالم لكرة القدم مع منتخب بلاده.

## روابط خارجية
- خوليو بيريز على موقع الاتحاد الدولي (مؤرشف)  (الإنجليزية)
- خوليو بيريز على موقع قاعدة بيانات كرة القدم.إي يو (الإنجليزية)
- خوليو بيريز على موقع ناشيونال فوتبول تيمز (الإنجليزية)
- خوليو بيريز على موقع عالم كرة القدم.نت (الإنجليزية)